# 羟腈
羟腈（cyanohydrin），又称氰醇（cyanoalcohol），有机化合物的一类，是醛或酮分子中羰基发生氰化氢加成反应生成的化合物。
羟腈水解可得α-羟基羧酸，羟腈脱水可得α,β-不饱和酸。
羟腈为重要的有机合成中间产物。